# Olga Zuiderhoek
Olga Zuiderhoek (Assen, 16 september 1946) is een Nederlandse actrice. Ze was jarenlang verbonden aan de coöperatieve vereniging Het Werkteater en werkte onder meer voor de toneelgezelschappen De Mexicaanse Hond en Orkater. Ze is bekend van rollen in films en televisieseries zoals Loenatik, Seth en Fiona en Penoza.

## Jeugd
Olga Zuiderhoek werd geboren als jongste van drie dochters. Ze groeit samen met haar zussen Mirjam en Evelien op in Assen. Moeder was geboren en opgegroeid in Nederlands-Indie. Haar vader was opgeleid arts en moest na de tweede wereldoorlog alsnog in dienst en werd naar Nederlands-Indie gestuurd. Moeder, met inmiddels drie dochters, wilde niet terug. Een scheiding volgde toen Olga vier jaar oud was. “Ik als jongste herinner me mijn vader als een man in een witte badjas aan het ontbijt, ooit toen hij een keer op verlof was,” vertelde Zuiderhoek over haar herinneringen aan haar vader. Moeder bleef met haar dochters in Assen wonen en had een eigen naaiatelier.
De scheiding zorgde voor een wat minder prettige jeugd: “We werden toch wel een beetje gediscrimineerd. Scheiden deed je toen nog niet, zeker niet op initiatief van de vrouw. (…) Die afkeuring, (…) ik voelde ‘m. Zo waren jongens op de middelbare school tof met me, maar ‘gaan met’ – een lichte vorm van verkering – dat wilden ze niet met mij.” 
Olga ging in Assen naar de Emmaschool (basisschool) en de  MMS; daarna naar de Amsterdamse Toneelschool. 
In 1970 deed Zuiderhoek eindexamen onder begeleiding van Ton Lutz. Ze deed samen met Marjon Brandsma, Robert Prager en Fred van der Hilst eindexamen. Het Parool wist daarbij te melden: "Geen van de vier heeft overigens een engagement bij het ‘gevestigde toneel’ willen aanvaarden. Zij geven er de voorkeur aan onderling verder te experimenteren en aan zichzelf te werken."

## Theater

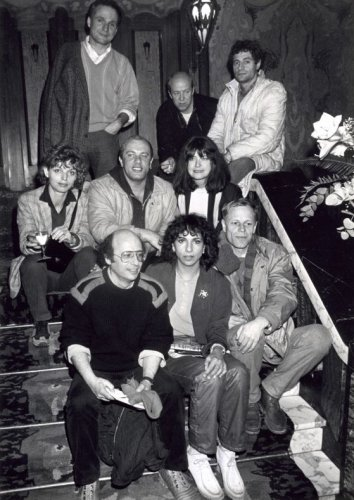
Zuiderhoek (middelste rij rechts), Werkteater 1982

Zuiderhoek ging aan het werk bij het Instituuttheater (Instituut voor Onderzoek van het Nederlands Theater, onderdeel van de Theaterschool Amsterdam) en sloot zich in 1973 aan bij een groep acteurs rond Wik Jongsma. In het Piccolo Theater in Rotterdam werkte de groep aan drie produkties rond het thema 'het geweld van de macht en de macht van geweld'. Ook speelde ze bij Toneelgroep Baal.
Zuiderhoek was van 1974 tot 1982 lid van de vernieuwende toneelgroep Het Werkteater. Daarna speelde ze onder meer bij toneelgroep Orkater in de stukken Parking (1987) en Een goed hoofd (1991) en verder bij De Mexicaanse Hond in het stuk Kaatje is verdronken (1993). In haar latere toneelcarrière werkte ze onder meer samen met de Nederlandse schrijvers Kees van Kooten, Adriaan van Dis, Jan Donkers, Paul Haenen en Frank Houtappels, die soms ook een stuk voor haar schreven. In Theater Bellevue speelde Zuiderhoek jaren samen met Kees Prins de kerstvoorstelling Vrede op aard. In 2014 en 2015 speelde ze Koningin Wilhelmina in de musical Soldaat van Oranje. 
Sinds 2022 speelt zij samen met pianist Gerard Bouwhuis jaarlijks in december de voorstelling En wat er ook gebeurt er klinkt muziek over muziek uit de twintigste eeuw.

## Televisie en film
Haar televisiedebuut maakt Zuiderhoek in een aflevering van de Nonsens & Treurniet-show. Daarna was ze in 1974 te zien in Open en Bloot; een programma over seksualiteit waarin zij (met anderen) liedjes en sketchjes deed. In de daarop volgende decennia was Zuiderhoek in veel verschillende films en series te zien. Recent speelde ze in de serie Onopgelost (2024) en de film Love me, live me not (2025).

## Privé
Zuiderhoek heeft geen kinderen. Wel vertelde ze in meerdere interviews dat ze in haar periode op de toneelschool zwanger was geraakt. Ze besloot tot een abortus, omdat ze geen geld had om een kind op te voeden.
Zuiderhoek woont in Amsterdam en was 28 jaar samen met jazzmusicus Willem Breuker (1944-2010). In 2012, twee jaar na het overlijden van haar man, werd de documentaire Het Nieuwe Huis van Olga Zuiderhoek gemaakt. 
In 2014 maakte ze met journaliste Ingrid Harms het kookboek Ongezouten Zuiderhoek over koken zonder zout.  Zuiderhoek: “Ik zeg ‘gemaakt’ en niet ‘geschreven’, want ik ben geen schrijver, maar een actrice." Zuiderhoeks partner moest na een levertransplantatie zoutloos eten. “Ik stond in de keuken, starend naar het aanrecht: wat moet ik nou?” Na veel experimenteren en proeven stelde ze een bundel recepten samen die ze zelf beschrijft als “lekker zonder zout”. Het boek bevat illustraties van Peter van Straaten.
In een interview in Trouw (2020) vertelde ze dat ze blaaskanker en Hepatites C heeft gehad. En behoorlijk ziek is geweest als gevolg van een Corona-infectie. Zuiderhoek: "Weet je wat ik besefte? Dat ik in al mijn rollen doodga, zoals in ‘Hendrik Groen’ en ‘Penoza’ en de film ‘April, May en June’, maar in het echt niet. Leuk hè?"

## Trivia
- Peter van Straatens karakter 'Agnes' is op Olga Zuiderhoek geënt.
- Naast de voorstelling En wat er ook gebeurt er klinkt muziek schoof Zuiderhoek regelmatig aan bij het televisieprogramma Khalid & Sophie onder de noemer De platenkast van Olga.[12]
- Zuiderhoek speelde in de periode 1993 – 1998, samen met Han Oldigs in voorlichtingsfilmpjes van de Belastingdienst voor Postbus 51.
- In een van de filmpjes voor de Belastingdienst speelt Zuiderhoek een productiemedewerkster in een chocoladefabriek. Ze steekt een aantal bonbons in haar zak. De Belastingdienst ontving klachten over deze ‘diefstal’. De spot werd daarop aangepast.[13]

## Prijzen en nominaties
- 1986: nominatie Gouden Kalf voor haar rol van moeder Duif, in Abel van Alex van Warmerdam.
- 1986: toneelprijs 'Het Gouden Hart van Rotterdam' voor haar rol van Roberta in het toneelstuk Danny en Roberta.
- 1986: nominatie Gouden Kalf voor haar rol van moeder Duif in Abel van Alex van Warmerdam.
- 1995: nominatie voor haar rol van Tine Tak in de televisieserie De eenzame oorlog van Koos Tak van regisseur Theo van Gogh.
- 2007:  Toneel Publieksprijs voor het stuk Wie is er bang voor Virginia Woolf? onder regie van Gerardjan Rijnders. Ze speelde samen met Porgy Franssen.
- 2012: Gouden Kalf voor "beste vrouwelijke bijrol" in Süskind.
- 2014: Winnaar 'beste bijrol (m/v) bij de De TV-Beelden voor haar rol in Penoza III.[14]
- 2020: 'Career Achievement Award', uitgereikt tijdens Film by the Sea.

## Filmografie

### Film
- Turks fruit (1973)
- Naakt over de schutting (1973)
- Alicia (1974)
- Camping (1978)
- Opname (1979)
- No Fun (1980)
- Hoge hakken, echte liefde (1981)
- Rigor mortis (1981)
- De smaak van water (1982)
- Een zwoele zomeravond (1982)
- En/Of (1985)
- Abel (1986)
- Van geluk gesproken (1987)
- Theo en Thea en de ontmaskering van het tenenkaasimperium (1989)
- Tropenjaren (1989)
- Een vreemde liefde (1990)
- De Noorderlingen (1992)
- De Johnsons 1992
- Filmpje! (1995)
- De jurk (1996)
- Minoes (2001)
- Ja zuster, nee zuster (2002)
- HannaHannah (2007)
- Tiramisu (2008)
- Sterke verhalen (2010)
- Razend (2011)
- Süskind (2011)
- After the Tone (2013)
- Penoza: The Final Chapter (2019)
- April, May en June (2019)
- Neem me mee (2023)
- De jacht op Meral Ö. (2024)
- Wheelie (2025)
- Love me, Love me not (2025)

### Televisie
- Open en Bloot (1974)
- Mensen zoals jij en ik (1983) Juffrouw Hansen
- In voor- en tegenspoed (1991–1998)
- We zijn weer thuis (1990–1994)
- In de Vlaamse pot (aflevering ruzie om niks)
- Seth & Fiona (1994)
- De eenzame oorlog van Koos Tak (1995)
- Baantjer, aflevering "De Cock en de moord op de baron" (2000) - Toos Barendrecht
- Au (1997)
- Loenatik (1998)
- Otje (1998)
- De aanklacht (2000)
- Meiden van De Wit, afleveringen "Supershake", "Floor" en "De terugkeer" (2003)
- Keyzer & De Boer Advocaten (2005)
- Evelien (2006)
- Levenslied (2011)
- Penoza (2010–2017) - Fiep de Rue-Homoet
- De man met de hamer (2013)
- Heer & Meester (2014)
- Trollie (2015) - Mimi[15]
- De 12 van Oldenheim (2017) - Vera Boshuizen
- Het geheime dagboek van Hendrik Groen (2017) - Eefje Brand
- In Freudesnaam (2022) - School vertrouwenspersoon
- Zussen (2024)
- Onopgelost (2024) - Abby